# Resolución 488 del Consejo de Seguridad de las Naciones Unidas
La resolución 488 del Consejo de Seguridad de las Naciones Unidas fue aprobada el 19 de junio de 1981, tras recordar las resoluciones 425 (1978), 426 (1978), 427 (1978), 434 (1978), 444 (1979), 450 (1979), 459 (1979), 467 (1980), 474 (1980) y 483 (1980), tras considerar el informe del Secretario General sobre la Fuerza Provisional de las Naciones Unidas para el Líbano (UNIFIL). 
En esta resolución, el consejo acordó la necesidad de extender la presencia de la UNIFIL debido a la tensa situación de las relaciones entre Israel y el Líbano. La resolución también recogía el acuerdo alcanzado para extender el mandato de la UNIFIL hasta el 19 de diciembre de 1981, encomendándose al trabajo que la Fuerza había estado realizando en el área. También reiteraba el apoyo para llevar a cabo acciones de desarrollo al Líbano, a la vez que pedía la ayuda al gobierno de esta nación.
La Resolución 488 fue aprobada por 12 votos a favor frente a ninguno en contra. Alemania del Este y la Unión Soviética se abstuvieron en la votación, mientras que la República Popular China no participó en la votación.